# Parafia św. Kazimierza w Yonkers
Parafia św. Kazimierza w Yonkers (ang. St. Casimir's Parish) – parafia rzymskokatolicka w Yonkers w stanie Nowy Jork w Stanach Zjednoczonych.
Jest wieloetniczną parafią w archidiecezji Nowy Jork z mszą św. w j. polskim dla polskich imigrantów.
Ustanowiona w 1899 roku. Parafia jest dedykowana św. Kazimierzowi Jagiellończykowi.

## Historia
Katolicyzm zaczął rozprzestrzeniać się na Yonkers wraz z drugim przejściem etnicznym z Bronxu w połowie 1880. Po przybyciu o. Josepha Dworzaka, w styczniu 1900, parafia szybko rozwinęła się.
Kościół św. Kazimierza zbudowany został w 1900 przez polskich emigrantów. Obok kościoła została wybudowana duża szkoła, w której do dziś odbywają się zajęcia. Obecnie parafia jest wieloetniczna, a na terenie parafii działają różne organizacje religijne, grupy młodzieżowe i modlitewne. Czynny udział w życiu parafii ma polska szkoła oraz powstała niedawno grupa charyzmatyczna.
W 1997 roku, arcybiskup Nowego Jorku, kardynał John J. O’Connor przekazał parafię w ręce paulinów z prowincji amerykańskiej. 
W 2019  roku, arcybiskup Nowego Jorku, kardynał Timothy Michael Dolan przekazał parafię w ręce pallotynów z prowincji Zwiastowania Pańskiego z Polski.

## Szkoły parafialne
- St. Casimir School (Grades PK-8) zamknięta 2013
- Polska Szkoła Sobotnia im. Marii Konopnickiej[2]